# Brevianthus flavus
Brevianthus flavus là một loài rêu tản trong họ Brevianthaceae. Loài này được (Grolle) J.J. Engel & R.M. Schust. miêu tả khoa học lần đầu tiên năm 1981.